# Левокумский сельсовет (Минераловодский район)
Левоку́мский сельсове́т — упразднённое муниципальное образование в составе Минераловодского района Ставропольского края Российской Федерации.
Административный центр — село Левокумка.

## География
Территория Левокумского сельсовета располагалась к северу от города Минеральные Воды, на левом берегу реки Кумы. Площадь территории составляла 3864 га.

## История
28 мая 2015 года все муниципальные образования Минераловодского района объединены в Минераловодский городской округ.

## Население
| 1989 | 2002  | 2010  | 2011  | 2012  | 2013  | 2014  | 2015  |
| ---- | ----- | ----- | ----- | ----- | ----- | ----- | ----- |
| 6440 | ↗6771 | ↗8093 | ↗8098 | ↗8294 | ↗8327 | ↗8467 | ↗8529 |

### Национальный состав
По итогам переписи населения 2010 года проживали следующие национальности (национальности менее 1 %, см. в сноске к строке "Другие"):
| Национальность | Численность | Процент |
| -------------- | ----------- | ------- |
| Русские        | 6514        | 80,49   |
| Армяне         | 641         | 7,92    |
| Цыгане         | 242         | 2,99    |
| Ногайцы        | 110         | 1,36    |
| Корейцы        | 103         | 1,27    |
| Украинцы       | 82          | 1,01    |
| Другие         | 401         | 4,95    |
| Итого          | 8093        | 100,00  |

## Состав сельского поселения
До упразднения Левокумского сельсовета в состав его территории в административном отношении входили 2 населённых пункта:
| № | Населённый пункт | Тип населённого пункта       | Население |
| - | ---------------- | ---------------------------- | --------- |
| 1 | Левокумка        | село, административный центр | ↘6507     |
| 2 | Садовый          | хутор                        | ↘1200     |

## Органы власти
Представительный орган — Дума Левокумского сельсовета — состоял из 10 депутатов, избираемых на муниципальных выборах по многомандатным избирательным округам.
Глава администрации
- Китаров Андрей Аликович, глава сельсовета.

## Экономика
На территории Левокумского сельсовета действовали два транспортных предприятия («Автотранспортная контора № 1», «ТП Минераловодское»), одно дорожно — ремонтно строительное предприятие (ГУП «Минераловодское ДРСУ») и два сельскохозяйственных предприятия (СПК «Садовый», СПК «Надежда»).